# Allylcyanide
Allylcyanide is een toxische organische verbinding met als brutoformule C4H5N. De stof komt voor als een kleurloze vloeistof met een onaangename geur, die onoplosbaar is in water.

## Synthese
Allylcyanide wordt bereid uit reactie van allylbromide met koper(I)cyanide via een SN2-reactie:

## Toxicologie en veiligheid
Allylcyanide is neurotoxisch.
Bij contact met (sterke) zuren of bij verbranding wordt het zeer toxische blauwzuur gevormd.